# クランブルック
クランブルック（英: Cranbrook）は、カナダのブリティッシュコロンビア州イースト・クートニー地域の都市。イースト・クートニー地域の行政府がおかれている。
クートニー川とセントメリーズ川の交点の南西に位置し、人口は約2万人。

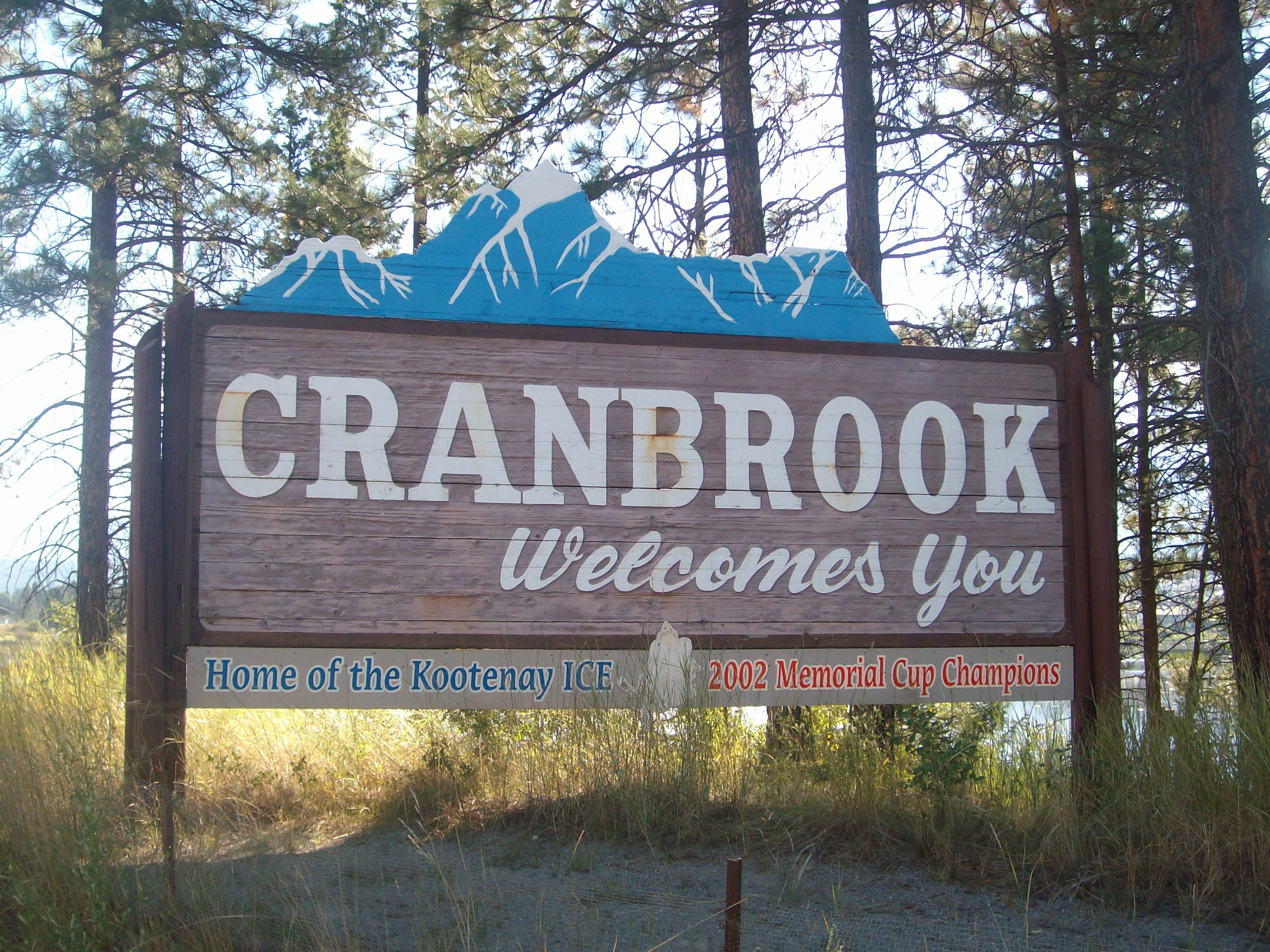
ウェルカム・サイン

## 歴史
この地域は従来クートニー族の居住地域であった。欧州からの入植者たち、特にイギリスの軍人ジェームス・ベーカー（James Baker）などが1880年代にこの地で居住を始める。彼はカナダ太平洋鉄道をこの地を通るようにすることに成功し、結果として町が発展する。1905年に、正式に市制施行した。

## 交通
- クランブルック・カナディアンロッキーズ国際空港（YXC/CXYC）